# Copa Turismo GNV
A Copa Turismo GNV foi um campeonato regional de automobilismo do Paraná, Brasil, onde correm veículos de turismo, motor de 1.6 litros, todos movidos a GNV, sendo pioneira no mundo nesse aspecto 
. A categoria fez parte do Show Cars Racing Team.  

## História
A Copa Turismo GNV iniciou-se em 2004, promovido pelo IBDA (Instituto Brasileiro de Desenvolvimento Automobilístico) com patrocínio da Petrobrás, Oyrsa, Jumper e Inflex. Em 2006, substituiram-se os redutores da Oyrsa por outros, da marca Lovato e os cilindros Inflex por outros.

## Veículos
A categoria utiliza carros de rua, populares, o mais utilizado é o Volkswagen Gol, mas há tambem carros como o Volkswagen Fusca e o Peugeot 206. Estes carros utilizam motores 1.6, preparados, com GNV. Estes carros se assemelham muito a os carros de Marcas e Pilotos, porém, não são considerados.

## Categorias
A Copa Turismo GNV é dividida em três categorias. CTI, para carros de alimentação injetada, CTA, para carros com alimentação carburada, e CTN, para carros fora de linha. 

## Copa Turismo Injetado
Em 2007, por falta de apoio, a Copa Turismo GNV transformou-se na Copa Turismo Injetado, quando os veículos passaram a ser movidos a álcool hidratado (etanol) e gerenciados por injeção eletrônica Fueltech. Em 2008, a Copa Turismo Injetado virou Copa Turismo Show, porem, em 2009, a categoria acabou.

## Campeões
| Ano  | Campeão                 | Vice          |
| 2004 | Cristian Mohr           |               |
| 2005 | Sanito Cruz Jr.         |               |
| 2006 | Anderson Deola da Silva | Fabio Ebrahim |